# انتقال نرم‌افزار
انتقال، سازگار کردن، سازگارسازی یا پورت‌کردن (به انگلیسی: Porting) در علوم رایانه، فرایندی است که بر روی یک نرم‌افزار صورت می‌گیرد تا برای اجرا در یک محیط پردازشی متفاوت با محیط اصلی که برای آن طراحی گردیده آماده شود. (برای مثال اجرا بر روی پردازشگر، سیستم‌عامل یا کتابخانه  متفاوت)
این عبارت همچنین می‌تواند بر ایجاد تغییر در نرم‌افزار یا سخت‌افزار، به منظور قابل استفاده شدن آن در محیطی دیگر دلالت کند.

## نرم‌افزار قابل حمل
نرم‌افزاری را که هزینه سازگار کردن آن از سیستمی به سیستم دیگر کمتر از هزینه دوباره‌نویسی آن از آغاز باشد نرم‌افزار قابل حمل می‌نامند. کم هزینه تر بودن سازگار کردن بستگی به پیاده‌سازی آن دارد. یعنی درهنگام پیاده‌سازی قابل حمل بودن چقدر مورد توجه قرار گرفته و نرم‌افزار استاندارد نوشته شده باشد.